# K.C. Clyde
K. C. Clyde, auch als Kasey Clyde bekannt, (* 2. Mai 1980 in Salt Lake City als KC Wilson Clyde) ist ein US-amerikanischer Schauspieler und Produzent.

## Leben
Clyde ist der Sohn des Autors und Regisseurs Craig Clyde. Gemeinsam gehört ihnen die Produktionsfirma Seerstone Entertainment. Er Mitglied der Kirche Jesu Christi der Heiligen der Letzten Tage. Am 3. Januar 2014 heiratete er Erin Guinn und hat mit ihr zwei Kinder. Zuvor war er bereits mit RaeAnn Clyde verheiratet.

## Filmographie (Auswahl)
- 1991: Kleine Helden
- 1992: Wolf Mountain
- 1994: Ein himmlischer Irrtum
- 1995: Auf der Spur des großen Bären
- 1999: Ein Wink des Himmels
- 1999/2000: Ein Hauch von Himmel
- 2000: The Crow – Tödliche Erlösung
- 2000: Am Anfang war der Mord
- 2002: Feuerteufel – Die Rückkehr
- 2003: Crossing Jordan – Pathologin mit Profil
- 2004: Everwood
- 2005: Emergency Room – Die Notaufnahme
- 2006: Neue Liebe, neues Glück
- 2006: Der Freund meiner Träume
- 2006: Freunde mit Geld
- 2006: Hilfe, mein Tagebuch ist ein Bestseller
- 2006: Ich werde immer wissen, was du letzten Sommer getan hast
- 2007: Veronica Mars
- 2009: Das Geheimnis des wilden Mustangs
- 2009: Das Weihnachtswunder
- 2009: Eine tierische Bescherung
- 2010: Waiting for Forever
- 2011: Frohe Weihnachten – Jetzt erst recht
- 2011: Und wieder eine tierische Bescherung
- 2012: Doorway to Heaven (Produzent)
- 2013: Do No Harm
- 2019: Big Kill – Stadt ohne Gnade
- 2020/2022: Yellowstone
- 2022: Kung Fu